# Kessen
Kessen (Japan: 決戦) is een videospel voor het platform Sony PlayStation 2. Het spel werd uitgebracht in 2000. Het spel speelt zich af tussen de 15e en de 17e eeuw. De speler speelt Tokugawa, een berberuchte en beroemde daimyo (krijgsheer), en moet een aantal legendarische gevechten uit deze tijd naspelen om te bepalen wie de macht over Japan mag voeren.

## Ontvangst
| Beoordeeld door        | Datum            | Score |
| ---------------------- | ---------------- | ----- |
| Gamer's Pulse          | 12 december 2000 | 89%   |
| PSM                    | november 2000    | 80%   |
| Game Informer Magazine | november 2000    | 80%   |
| Game Revolution        | 1 november 2000  | 75%   |
| Super Play             | januari 2001     | 70%   |
| Jeuxvideo.com          | 21 december 2000 | 70%   |
| Power Unlimited        | maart 2001       | 66%   |
| Gamezone (Duitsland)   | 26 april 2001    | 65%   |
| Gameplanet             | 22 januari 2001  | 60%   |
| Gaming Target          | 2 augustus 2001  | 54%   |

## Trivia
- Kessen betekent strategisch gevecht in het Japans.